# District d'Abashiri
Pour les articles homonymes, voir Abashiri.

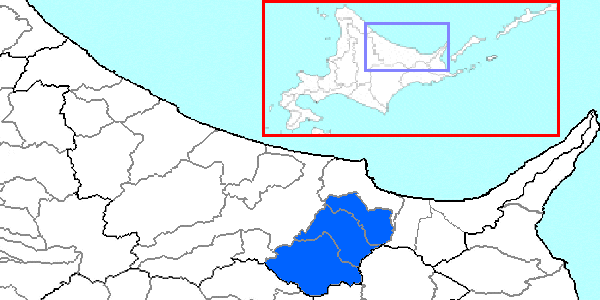
District d'Abashiri, sous-préfecture d'Okhotsk.

Le district d'Abashiri (網走郡, Abashiri-gun) est un district de la sous-préfecture d'Okhotsk au Japon.
Au 1er janvier 2015, la population de ce district s'élevait à 33 859 habitants répartis sur une superficie de 1 458,98 km2.

## Bourgs
- Bihoro
- Ōzora
- Tsubetsu